# Bosanska cirilica
Bosánska cirílica ali bosánčica je krajevna oblika ciriliske pisave. Pravoslavni in katoliški kristjani so v celi Bosni in Hercegovini pisali le v cirilici. Fra Luka Karagić je leta 1737 s posebnim odlokom celo izrecno prepovedal frančiškanom uporabo latinice. Šele ob koncu 18. stoletja so frančiškani, v tesni zvezi z Dalmacijo in Hrvaško, začeli uvajati latinico in jo do 19. stoletja v celoti sprejeli. Istočasno so v Bosni uporabljali še tretjo pisavo - arabico.